# Drakaeinae
Drakaeinae – podplemię roślin z rodziny storczykowatych (Orchidaceae). Obejmuje 5 rodzajów i około 70 gatunków występujących w  Azji Południowo-Wschodniej, Australii i Oceanii.

## Systematyka
Podplemię sklasyfikowane do plemienia Diurideae z podrodziny storczykowych (Orchidoideae) w rodzinie storczykowatych (Orchidaceae), rząd szparagowce (Asparagales) w obrębie roślin jednoliściennych.
Wykaz rodzajów
- Arthrochilus 	F. Muell."
- Caleana R. Br.
- Chiloglottis R. Br.
- Drakaea Lindl.
- Spiculaea ciliataSpiculaea Lindl.
- Paracaleana Blaxell